# Orazio Delfico
Marchese Orazio Delfico (Giulianova, 12 maggio 1769 – Castagneto, 12 novembre 1842) è stato un naturalista, botanico e chimico italiano che legò il proprio nome alla prima ascensione al Gran Sasso realizzata, nel 1794, dall'aspro versante teramano.

## Biografia
Orazio Delfico, appartenente a una delle più antiche famiglie teramane, fu autore dei primi studi sulla storia naturale della Provincia di Teramo. Suo padre fu Giovan Bernardino (Giamberardino), fratello maggiore del più noto Melchiorre, e sua madre, che morì nel darlo alla luce, fu Caterina Mazzocchi, appartenente all'illustre famiglia campana. Orazio fu il quinto con questo nome nell'ambito della propria famiglia.

### Gli anni della formazione
A Teramo, fu allievo dell'abate Berardo Quartapelle, uomo di ingegno poliedrico, studioso di filosofia e di matematica ma anche esperto agronomo, impegnato nello sperimentare nuove tecniche che migliorassero le condizioni di vita delle popolazioni abruzzesi.
Il momento più importante del suo itinerario formativo fu per Orazio quello trascorso all'Università di Pavia dove si recò insieme allo zio Melchiorre e al suo vecchio maestro Quartapelle.
Qui ebbe come insegnanti Carlo Barletti per la fisica generale; Valentino Brusati per la botanica e la chimica, Lorenzo Mascheroni, per l'algebra, la geometria, Lazzaro Spallanzani per la Storia naturale e Alessandro Volta per la fisica particolare. Con Volta fu legato da un profondo e duraturo rapporto di amicizia testimoniato da un significativo scambio epistolare.

### L'ascesa al Gran Sasso d'Italia (1794)

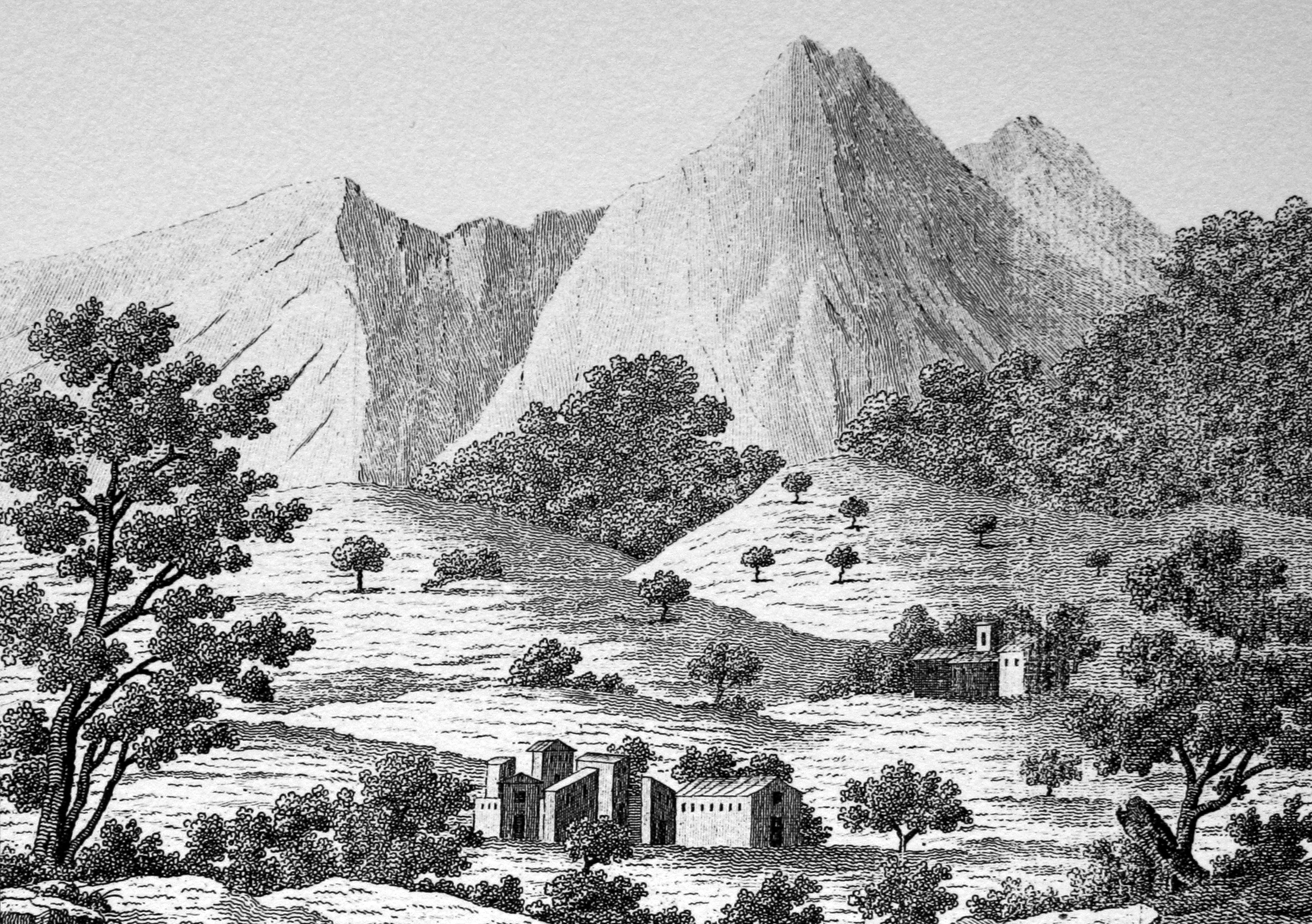
Il Gran Sasso disegnato da Eugenio Michitelli durante l'ascensione con Orazio Delfico

Il 30 luglio del 1794, in compagnia dell'architetto/ingegnere Eugenio Michitelli e di un piccolo gruppo di montanari, realizzò l'impresa, veramente straordinaria per l'epoca, di aprire la strada dal versante teramano fino alla sommità del Monte Corno, la più alta vetta del massiccio del Gran Sasso.
Va sottolineato che non si trattò soltanto della pura e semplice conquista di quella montagna. Il viaggio fu accompagnato infatti da tutta una serie di studi e di misurazioni, un'imponente raccolta di dati scientifici pubblicati nelle sue Osservazioni su di una piccola parte degli Appennini, dato alle stampe in più edizioni a cominciare da quella ospitata sull'allora celebre "Giornale letterario di Napoli".
Parla di lui il canonico Niccola Palma che, nella sua Storia di Teramo, gli riserva parole di attenta considerazione:
(Niccola Palma, Storia della città e Diocesi di Teramo, Teramo, Tercas, 1981, vol. V, pp. 371-372.)

### La famiglia
Nel 1794 ereditò dallo zio materno, Filippo Mazzocchi, il titolo di marchese.
Sposò nel 1797 l'ascolana Diomira Mucciarelli, patrizia di Ascoli (famiglia questa imparentata con i Malaspina di Ascoli, Tiraboschi di Jesi e di Senigallia, nipote del famoso storico, Giuseppe Tiraboschi, conti Neroni, conti Simonetti ecc.), dalla quale ebbe due figlie, Caterina (1799-1801), morta bambina durante l'esilio, e Marina (1801-1867). che sarà l'ultima dei Delfico e si unirà in matrimonio nel 1820 con il conte di Longano, napoletano Gregorio De Filippis, imparentato con la illustre prosapia dei principi Filangeri, e con i conti de Secada, spagnoli, (discendenti, questi, dalla famiglia de Bracamonte de Pegnoranda e tramite tale famiglia, risalente direttamente al Re Ferdinando IV di Castiglia (1311) e Fernandez de Cordova, di manzoniana memoria, discendente dei quali fu Eugenia de Montijio de Portocarrero, moglie di Napoleone III) dal quale avrà nove figli che formeranno la prima generazione del nuovo ceppo dei De Filippis Delfico.
Tramite sempre i conti Bracamonte de Pegnoranda, i De Filippis Dèlfico risultano avere legami parentali con il Card. Albornoz e l'Antipapa Benedetto XIII.

### L'arrivo dei francesi (1798-1799) e gli anni dell'esilio (1799-1806)
A Teramo Orazio aderì al gruppo di intellettuali, forse segretamente costituiti in loggia massonica, capeggiati dal padre Giamberardino e soprattutto dallo zio Melchiorre, che lavoravano per il rinnovamento delle strutture politiche ed economiche del Regno ed erano apertamente schierati con le idee della Rivoluzione francese.
Quando il vescovo Pirelli e il preside Micheroux rivolsero al gruppo pesanti accuse di cospirazione contro il Re, Orazio si trovò coinvolto e fu perseguito unitamente a tutti gli altri: solo grazie alla giovane età scampò a pesanti condanne, avendolo trovato il giudice della Vicaria colpevole soltanto di "qualche scostumatezza giovanile".
Nel 1798, all'approssimarsi dei francesi ai confini del Regno, in compagnia degli altri membri della famiglia, subì per tre mesi l'arresto nel proprio palazzo.
Dopo le alterne vicende di quei giorni, l'ingresso dei francesi (11 dicembre 1798), la loro successiva fuga a seguito della sommossa popolare che portò alla distruzione delle case dei Tullii e dei Quartapelle, il ritorno dei francesi e la proclamazione della Repubblica Napoletana (23 gennaio del 1799) Orazio ospitò nel proprio palazzo gli alti ufficiali napoleonici.
Si mise poi in vista durante le feste patriottiche celebrate nella piazza Grande di Teramo, partecipò all'erezione dell'Albero della Libertà e al banchetto patriottico del 24 gennaio 1799, quando prese a sciabolate e gettò nel fuoco il ritratto dei Sovrani. Come capo della guardia civica partecipò a combattimenti contro le masse e contro i briganti.
Nel successivo mese di aprile però, di fronte al precipitare degli eventi e al delinearsi della caduta della Repubblica, decise di riparare nelle Marche mentre il suo nome veniva iscritto nell'elenco dei Rei di Stato. Dalle Marche riparò per qualche tempo nel territorio della Repubblica di San Marino.

### Il decennio francese (1806-1812)
Orazio Delfico rientrò in Teramo nel 1806, all'alba di quel decennio francese che tante innovazioni portò sul piano della organizzazione amministrativa dello Stato.
È ancora Niccola Palma a enumerare i diversi incarichi militari che Orazio Delfico ricoprì nella sua patria: "Colonnello della legione provinciale, Capo battaglione del primo reggimento di infanteria leggiera, indi dei Veliti della guardia, e Gran Maggiore del quarto di linea".
A questi si possono aggiungere gli altri di natura amministrativa come quelli di decurione e direttore dei dazi indiretti di Teramo, ma soprattutto di Ispettore delle acque e foreste per il ripartimento degli Abruzzi; carica ricoperta a partire dal 1812 e che gli dette modo di occuparsi, tra i primi, di raccogliere dati sulla qualità delle acque potabili e sullo stato dei condotti che portavano l'acqua dalle sorgenti alle fontane della città.
Non va qui dimenticato l'impegno nella lotta contro il brigantaggio, piaga secolare della montagna teramana, che nella prima metà dell'Ottocento assunse una connotazione sempre più politica e anti-unitaria. Fu lui a presiedere la commissione militare che fece fucilare il 4 dicembre 1806 due dei fratelli Fontana, capimassa briganti che avevano governato Teramo in funzione antifrancese nel 1799.

### Il periodo costituzionale (1820-1821)
Il periodo del Governo costituzionale, che portò Melchiorre Delfico alle massime responsabilità di Governo come deputato e coinvolsero anche Orazio, ispettore generale delle Acque e Foreste, come consigliere di Stato per la provincia di Teramo (fu preferito a Generoso Cornacchia e a Stefano Ottaviano), anche se dopo pochi giorni rinunciò all'incarico.
Non va dimenticato infatti che egli era il Gran Maestro della vendita carbonara "Gran Sasso d'Italia" di Teramo e al tempo stesso che a lui fa affidato l'incarico di comandante della Guardia di sicurezza della Provincia: in tale doppia veste fu direttamente coinvolto nell'organizzazione della difesa della frontiera, a diretto contatto sia con l'Intendente Nicola Lucenti che con il generale Guglielmo Pepe che della difesa del Regno era il principale responsabile. Dopo la caduta nel Governo e la revoca della Costituzione visse vita appartata.

### Gli ultimi anni
Gli impegni pubblici dei Delfico, il tempo dedicato agli studi, alle ricerche e alla vita politica, li condussero inevitabilmente a trascurare gli affari di famiglia. Fu probabilmente a causa dei debiti e per consiglio del genero Gregorio, il vero risanatore del patrimonio di famiglia, che Orazio, intorno al 1830, si decise a mettere in vendita il palazzo cinquecentesco che passò in proprietà ai Ponno.
Si trasferì quindi nel nuovo edificio che intanto Gregorio aveva portato a termine e che vantava il bellissimo giardino nel quale il padre Giamberardino aveva collocato la propria preziosa collezione di reperti archeologici e nel quale egli stesso, da tempo, aveva impiantato un orto botanico nel quale si trovavano piante rare ed essenze esotiche.
Scrisse in questo periodo una commedia in dialetto teramano: Il medico sensale di matrimonj, il cui manoscritto è conservato presso l'Archivio di Stato di Teramo. Lasciata inedita alla morte di Orazio la commedi fu poi pubblicata nel 1912 da Giacinto Pannella nella sua Rivista abruzzese. Il testo di Orazio Delfico fu segnalato e commentato da Giuseppe Savini nei suoi studi dialettali e da questi fu considerato una delle più importanti fonti esistenti per lo studio del dialetto aprutino, soprattutto in relazione agli influssi dei dialetti piceni.
Negli ultimi tempi della sua vita fu in amicizia e corrispondenza con l'omeopata Francesco Romani, abruzzese di origine ma residente a Napoli. Scelse infatti Orazio di ricorrere alle cure omeopatiche, delle quali già si era servito lo zio Melchiorre.
Orazio morì, nella tenuta di Castagneto, presso Teramo, il 12 novembre 1842.
Il suo corpo fu il primo della sua famiglia a essere sepolto nella cappella gentilizia edificata nel nuovo cimitero urbano. Orazio fu l'ultimo maschio dei Delfico.
Sua figlia Marina (1801-1867), che fu l'ultima dei Delfico, si unì in matrimonio nel 1820 con il napoletano Gregorio De Filippis dal quale avrà nove figli che formeranno la prima generazione del nuovo ceppo dei De Filippis-Delfico.
Nel centenario dell'ascesa di Orazio al Gran Sasso, la locale sezione del Club Alpino Italiano commemorò la ricorrenza con la riedizione delle Osservazioni (indicata di seguito in Bibliografia).
Domenica 20 maggio 2007, per iniziativa della sezione di Isola del Gran Sasso del Club Alpino Italiano, è stato intitolato a Orazio Delfico il rifugio sito in località "Fontanino", sul Gran Sasso d'Italiaalla presenza di alcuni discendenti dello stesso, il conte Ing. Massimo De Filippis Dèlfico e il conte prof. avv. Mauro Rosati di Monteprandone De Filippis Dèlfico.

## Scritti
- Lettera del sig. Orazio Delfico di Teramo ad un amico sopra una nuova fabbrica di cremor di tartaro stabilita in Teramo dal sig. Vincenzo Comi, Teramo 3 settembre 1795, in "Giornale letterario di Napoli per servire di continuazione all'analisi ragionata de' libri nuovi", Napoli, 1º ottobre 1795, pp. 35–40;
- Osservazioni di Orazio Delfico su di una piccola parte degli Appennini dirette a sua Eccellenza Filippo Mazzocchi, Milano, 1796, in Giovanni Bernardino Delfico, Dell'Interamnia Pretuzia. Memorie, a cui si aggiungono le osservazioni di Orazio Delfico su di una piccola parte degli Appennini della detta provincia, in Napoli, nella Stamperia Reale, 1812;
  - ripubblicata in "Club Alpino Italiano Bollettino", Torino, 1870-1871, pp. 221–235;
  - Una salita al Gran Sasso d'Italia nel 1794, Bologna, Libreria alpina editrice, 1977, Facs. dell'appendice all'opera Dell'Interamnia Pretuzia, di G. B. Delfico, pubbl. Napoli, 1812;
  - Una salita al Gran Sasso d'Italia nel 1794, Club Alpino Italiano - Sezione di Isola del Gran Sasso - Andromeda Editrice, 2005;
- Il medico sensale dei matrimonj, commedia in dialetto teramano, Teramo, Rivista Abruzzese, 1912-1913, Teramo, Arti grafiche A. De Carolis, 1912 (pubblicazione postuma).